# Movimento di Cooperazione Educativa
Il Movimento di Cooperazione Educativa (MCE) è un movimento nato il 4 novembre 1951 a Fano nella abitazione della maestra Anna Marcucci Fantini, costituito da insegnanti, pedagogisti, operatori della formazione che si ispirano e condividono la metodologia della Pedagogia Popolare di Célestin Freinet, insegnante francese, introdotta nella metà del XX secolo. L'ispirazione a Freinet, alle sue idee sulla cooperazione e sull'uso della stampa tipografica, era sottolineata anche dal nome assunto in origine del movimento: Cooperativa della tipografia a scuola (CTS). 

## Storia
La CTS (Cooperativa della Tipografia a Scuola) nasce tra il 1950 ed il 1951. Il primo nucleo di insegnanti elementari si raccolse intorno a Giuseppe Tamagnini, fautore delle tecniche Freinet, allora sconosciute in Italia, di Aldo Pettini e di Margherita Zoebeli, direttrice del Centro italo-svizzero di Rimini. Le prime esperienze furono centrate sulle tecniche della stampa e della corrispondenza internazionale. Successivamente, la sperimentazione si allargò alle tecniche del testo libero, i piani di lavoro, il calcolo vivente e largo spazio venne riservato all'espressione grafico-figurativa.
I risultati della sperimentazione vennero discussi nei congressi annuali e mediante l'organo di collegamento del gruppo, il mensile Cooperazione Educativa. I primi convegni, per tutti gli anni '50, servirono soprattutto a definire le linee programmatiche del movimento: 1952-Rimini (a cui partecipò Freinet), 1953- Pisa, 1954-Signa(FI), 1955-Repubblica di San Marino, 1956-Fano (emerse la nuova denominazione di MCE-Movimento di Cooperazione Educativa), 1957-Fano (aperto solo ai soci, vide un aspro dibattito di natura politica, venne assunto definitivamente il nome M.C.E. e vennero approvati lo Statuto del MCE e le 'Dichiarazioni delle sue finalità'), 1958-Taranto, 1959-Bologna, 1960-Ferrara.
Il '68 con il suo movimento socio-culturale contestativo ha avuto una grande influenza nel MCE, determinando un radicale rinnovamento nell'Associazione e nei suoi obiettivi (lotta alla selezione sociale, alternativa al libro di testo, impegno per una scuola a 'tempo pieno', inserimento delle persone con disabilità nella scuola di tutti, collegialità, scuola e territorio, etc.). Nel 1975 all'Assemblea nazionale di Brescia venne approvato il nuovo Statuto e un documento programmatico che considerava il MCE parte del movimento operaio. Gli anni 70 hanno registrato una notevole diffusione delle idee e pratiche didattiche del Movimento e una sua sensibile espansione organizzativa. Nel 1981 la sede della Segreteria nazionale del MCE viene definitivamente trasferita a Roma. In precedenza era allocata a Fano fino al '68, successivamente a Conegliano (TV) e poi a Mestre (1977) e quindi a Brindisi (1979). 
Dagli anni '80 si è registrato un costante riflusso e dunque un atteggiamento di esplicita resistenza ad una tendenza fortemente cognitivistica. La pratica del 'laboratorio adulto', della 'differenza di genere', della 'multimedialità', della 'pedagogia dell'ascolto', del 'metodo naturale nell'apprendimento', delle 'tecniche didattiche operative' e della 'formazione interculturale' rappresentano i punti nodali della ricerca-azione del Movimento a cavallo fra i due secoli. Verso la metà del secondo decennio del 2000 dopo anni di resistenza si registra una nuova ripresa dell'Associazione della 'pedagogia popolare'.
Particolarità della pedagogia di ispirazione freinetiana italiana è stata sempre la non-ortodossia, ovvero un'interpretazione dei modelli originari adeguati ai vari contesti didattici e sociali. L'elemento unificatore fu ed è invece rintracciato nella cooperazione e nell'inclusione, che si traducono in un abito alla discussione e che ancora attualmente sono il tratto distintivo del movimento italiano. (Cfr., Rinaldo Rizzi, La 'cooperazione educativa' per una 'pedagogia popolare', Parma, Ed.Junior-Spaggiari, 2021).

## Attività
Il MCE si è sempre impegnato negli anni nel rinnovamento della didattica e si è battuto (e continua anche oggi a farlo), per l'affermazione di una pedagogia popolare e la costruzione di una scuola sempre più pubblica, laica, democratica, come nelle metodologie organizzative e nel magistero di esponenti di spicco del movimento, quali Raffaele Laporta, Bruno Ciari e Mario Lodi. 
Il MCE ha sempre considerato il rinnovamento scolastico momento importante del costume democratico, purché ci si avvalga della libertà didattica garantita dalla Costituzione, al fine di promuovere, attraverso la collaborazione di tutti i soggetti implicati nel processo dell'istruzione e con collegamenti internazionali, l'arricchimento della capacità umana e professionale degli insegnanti ed il completo sviluppo della personalità degli alunni di qualsiasi condizione sociale.
La ricerca-azione cooperativa e socialmente inclusiva della 'pedagogia popolare' del MCE si manifesta particolarmente attuale nella società alienante dei consumi di massa e nella crescente divaricazione sociale e composizione multietnica caratterizzante il nuovo millennio.
Vengono utilizzati strumenti didattici come la scatola azzurra.